# Manuel Neuer
Manuel Peter Neuer, född 27 mars 1986 i Gelsenkirchen, är en tysk fotbollsmålvakt som spelar för Bayern München. 
Han blev matchhjälte i Champions League-semifinalen mot Real Madrid den 25 april 2012 eftersom han räddade två straffar. Han var även förstamålvakt i världsmästerskapet i fotboll 2014, där Tyskland vann sitt fjärde VM-guld.

## Klubbkarriär

### FC Schalke 04
2005 skrev Neuer professionellt kontrakt med Schalke 04. 
Säsongen 2006/2007 tog Manuel Neuer över rollen som förstamålvakt efter den erfarne målvakten Frank Rost. I Schalke utvecklades han till en av de bästa målvakterna i Bundesliga. 2009 var han med och förde Tysklands U21-landslag till EM-titeln.
Säsongen 2008 hjälpte han Schalke 04 till kvartsfinalen i Champions League efter att gjort ett par fantastiska räddningar mot FC Porto. Matchen gick till straffar, där han räddade straffar av Bruno Alves och Lisandro Lopez för att ta Schalke 04 till kvartsfinal.

### Bayern München
Den 1 juni 2011 bekräftade Schalke och Bayern München att Neuer skulle gå till Bayern i juli 2011. Neuer skrev på ett kontrakt som varade fram till juni 2016. I Bayern München hade Neuer stora framgångar, bland annat blev han matchhjälte i Champions League semifinalen säsongen 2011-2012 mot Real Madrid där han tog straffar av både Cristiano Ronaldo och Kaká. . Neuer vann Champions League med Bayern München säsongen 2012/2013. I finalen stod han för många komplicerade räddningar och var en av de stora hjältarna. I ligaspelet den säsongen hade han sällan ställts på prov då Bayern totaldominerade Bundesliga, men i finalen fick han visa den höga nivå som han visat i stora matcher för Schalke som hade fått Bayern att investera i honom. Det enda insläppta målet för Neuer från kvartsfinal och framåt var İlkay Gündoğans straff i finalen.

## Landslagskarriär
Neuer blev kallad till Tysklands Asienturnering.
Han gjorde sin A-lagsdebut mot Saudiarabien den 2 juni 2009. Den 28 maj 2010 utnämndes han som Tysklands förstamålvakt under VM 2010, där han spelade samtliga matcher. Även under EM 2012 spelade Neuer samtliga matcher. År 2014 vann Tyskland VM i Brasilien med 1-0 i finalen mot Argentina, där Neuer dessutom blev turneringens bästa målvakt.
I november 2022 blev Neuer uttagen i Tysklands trupp till VM 2022.

## Meriter
FC Schalke 04
- DFB-Pokal: 2010/2011
- Tyska ligacupen i fotboll: 2005

Bayern München

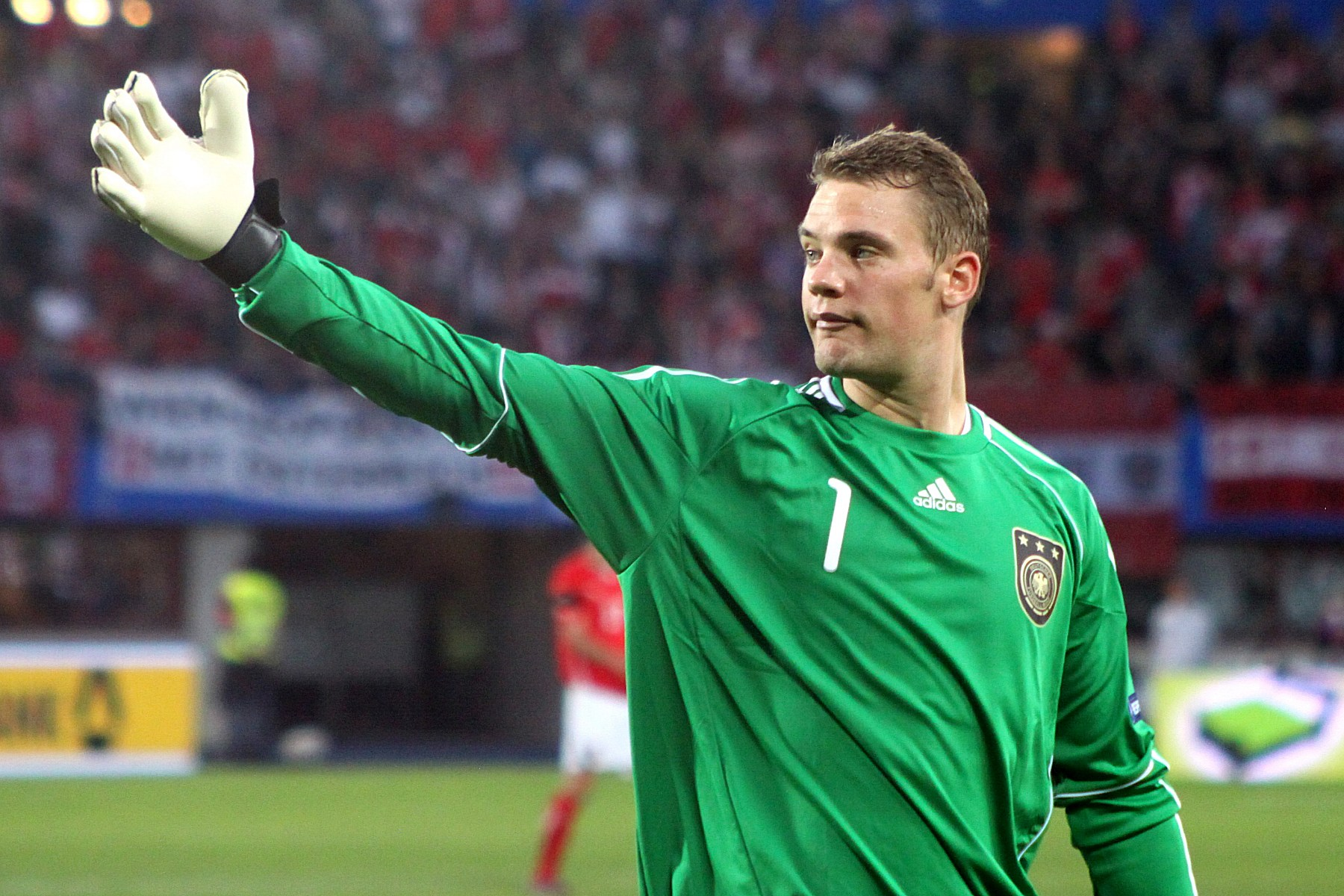
Neuer med Tysklands landslag 2011

- Fußball-Bundesliga: 2012/2013, 2013/2014, 2014/2015, 2015/2016, 2016/2017, 2017/2018, 2018/2019, 2019/2020, 2020/2021, 2021/2022, 2022/2023, 2024/2025
- Uefa Champions League: 2012/2013, 2019/2020
- DFB-Pokal: 2012/2013, 2013/2014, 2015/2016, 2018/2019, 2019/2020
- Tyska supercupen: 2012, 2016, 2017, 2018, 2020, 2021, 2022
- Uefa Super Cup: 2013, 2020
- Världsmästerskapet i fotboll för klubblag: 2013, 2020

Tyskland
- U21-Europamästerskapet i fotboll: 2009 (guld)
- VM i fotboll: 2010 (brons)
- EM i fotboll: 2012 (brons)
- VM i fotboll: 2014 (guld)
- EM i fotboll: 2016 (brons)

### Individuellt
- Fussballer des Jahres: 2011, 2014
- FIFA World XI Team: 2013, 2014, 2015, 2016 (FIFA:s Världslag)